# A Conquista da Lua
Destination Moon (bra/prt: A Conquista da Lua) é um filme estadunidense de 1950, dos gêneros ficção científica e aventura, dirigido por Irving Pichel, com roteiro de James O'Hanlon, Rip Van Ronkel e Robert A. Heinlein baseado no romance Rocketship Galileo, de Heinlein.

## Prêmios e indicações
| Prêmio             | Categoria                | Recipiente                 | Resultado |
| ------------------ | ------------------------ | -------------------------- | --------- |
| Oscar 1951         | Melhor direção de arte   | Ernst Fegté, George Sawley | Indicado  |
| Oscar 1951         | Melhores efeitos visuais | George Pal Productions     | Venceu    |
| Globo de Ouro 1951 | Melhor trilha sonora     | Leith Stevens              | Indicado  |

## Enredo
Os testes com foguetes V-2 de grande porte falham e o governo americano desiste de continuar as pesquisas sob os rumores de sabotagem. O cientista de foguetes Dr. Charles Cargraves e o militar entusiasta pelo Espaço General Thayer então procuram o magnata da aviação Jim Barnes que convence outros empresários americanos patriotas a reunirem os fundos necessários para a construção de um novo foguete que será lançado para a Lua, sob a notícia de que ocorre uma corrida espacial com outros paises e o temor de que podem querer usar aquele satélite como base de lançamento de mísseis. Mas o projeto causa controvérsia popular devido a utilização de um motor atômico e pouco antes do lançamento aparece um oficial com um mandado para a interrupção do procedimento. A tripulação se completa com o operador de rádio Joe Sweeney que substitui de última hora o tripulante anterior. O lançamento é feito e apesar dos problemas com a antena de rádio o foguete seguirá com sucesso rumo à Lua.

## Elenco
- John Archer.......Jim Barnes
- Warner Anderson.......Dr. Charles Cargraves
- Tom Powers.......General Thayer
- Dick Wesson.......Joe Sweeney
- Erin O'Brien-Moore.......Emily Cargraves
- Grace Stafford.......Voz Pica-pau
- Franklyn Farnum....... operário

## Controvérsia
Em função das posições políticas de Heinlein, muitos criticaram o filme interpretando-o como instrumento de propaganda militar americana 